# 硼酸
硼酸（分子式：H3BO3）别名：原硼酸，正硼酸，是一種无机酸，为白色结晶性粉末，有滑腻手感，无气味，主要用于消毒、殺蟲、防腐，在核電站控制鈾核分裂的速度，以及制取其他硼化合物。其為白色粉末或透明結晶，可溶於水；有時也會以礦物的形式存在，常存在溶解於某些礦物、火山湖水或溫泉。

## 製造
通常以硼砂与硫酸反应来制备硼酸：
{\displaystyle {\ce {Na2B4O7 + H2SO4 + 5H2O -> 4H3BO3 + Na2SO4}}}
或将硼矿粉与碳酸氢铵溶液混合，经加热后分解得到含硼酸铵料液，再经脱氨，得到硼酸。也可以用盐酸酸解硼精矿，經過过滤、结晶和干燥的處理，即得硼酸。

## 存在
硼酸很常見，很多地方都有，例如：
- 海水
- 植物，尤其是水果，幾乎每種水果都有硼酸[2]
- 某些特定地區的火山，通常是存在火山口的蒸氣中[2]
- 一些溫泉中[2]
- 天然硼酸，顧名思義，就是天然的硼酸礦物
- 和很多其他礦物中，例如硼砂、方硼石、硬硼鈣石等等

## 性質
溶于水、酒精、甘油、醚类及香精油中，水溶液呈弱酸性。硼酸在水中的溶解度随温度升高而增大，并能随水蒸汽挥发。
硼酸首先由威廉·洪贝格（1652－1715）製得，他是用硫酸和四硼酸鈉混合反應而製造的，洪貝格將之命名為 sal sedativum Hombergi，意思是「霍氏镇静盐」。雖然硼酸在水中很穩定，但只要將之加熱到170 °C就會分解成偏硼酸 （HBO2），偏硼酸是白色晶體，較難溶解於水，大約在 236 °C熔化，如果繼續加熱到 300 °C 就有可能進一步分解成四硼酸（H2B4O7）或叫焦硼酸，為白色固體，而如又進一步加熱的話就變成三氧化二硼。
水溶液中，硼酸主要以未电离的 B(OH)3 形式存在，只有少数与水中的 OH- 结合形成 [B(OH)4]−，使硼酸具有一元弱酸的性质。
{\displaystyle {\ce {B(OH)3 + 2H2O <=> [B(OH)4]- + H3O+}}}
硼酸和硼酸盐可以很迅速地与多元醇（如甘油）和α-羟基羧酸形成稳定的螯合物，使其酸性增强。这是分析化学用氢氧化钠溶液在甘露醇存在下滴定硼酸的基础。

## 分子結構
硼酸是由不对称氫鍵相连的 B(OH)3 单元组成的片层结构，层間的距離為318皮米。
|              |                                            |
| 硼酸的結構。 | 硼酸之間的分子是由氫鍵（虛線）連接起來的。 |

## 危險性

### 人類
一般硼酸的毒性不大，成人的致死量约为按每公斤體重15～20克，而小孩為每公斤體重3～6克。一次大量的吸收後可能會導致急性中毒，早期症状为呕吐、腹泻、皮疹、中枢神经系统先兴奋后抑制。严重得发生循环衰竭或休克，一般會在3～5天死亡。如果反复食用小劑量會在體內累積，导致慢性中毒，出现厌食、乏力、精神错乱、皮炎、秃发、月经紊乱。

### 動物
一般來說，含 0.25% 硼酸飲用水餵食動物引起慢性中毒，硼酸會抑制動物生長， 動物屍體解剖並無組織受損現象，周圍血液循環也沒有改變。根據實驗結果：
- 天竺鼠口服攝入硼酸的致死劑量為 175 mg/kg。
- 大鼠的半數致死劑量為900mg/kg。
- 小鼠的半數致死劑量為466mg/kg。
- 鱒魚的半數致死濃度為100 ppm（軟水）或 79 ppm（硬水）[6]。

## 用途

### 醫藥用途
硼酸可以用于消毒或治疗较小的割伤和烧伤，有时也被用作制造敷药、软膏等药品的原料。硼酸可以治疗霉菌感染，例如念珠菌症等疾病。以少量硼酸浸湿袜子可以治疗足癣（香港脚），硼酸还可以治疗人类和哺乳动物的外耳炎。
硼酸是唯一可以施用在眼部的酸，因此硼酸也是市面上多数眼药水的重要成分。

### 殺蟲
硼酸曾被美國國家環境保護局用作控制蟑螂、白蟻、火蟻、跳蚤、蠹魚和其他爬行害蟲的殺蟲劑。硼酸會影響牠們的新陳代謝並腐蝕牠們的外骨骼，它可以做成含有引誘劑（砂糖等）的食物餌从而殺死害蟲，直接用乾燥的硼酸也有同樣的效果。如果直接用硼酸的話，硼酸可能會滲進入地板的裂縫，而當昆蟲走過裂縫時，腳上便沾有硼酸，當牠們再整理自己時（用嘴舔舐）就會吃進硼酸，食後成脫水狀態，會出屋外覓水，這導致牠們在三到十天內死亡。 有殺蟑藥採用硼酸當作餌劑成分：如在擺放後約3-7日內逐漸看不到蟑螂出沒，也無屍體蹤影，即見效果；且可保屋內清潔，和農藥成份的連鎖殺蟑藥相較之下，較可避免造成細菌孳生。

### 防腐
硼酸还可以殺死細菌和白蟻，因此其具有防腐用途。因為硼酸有毒，所以很少用在食物方面，但常用在木頭等容易腐爛的東西上。通常會把硼酸製成特殊的軟膏，並且塗在木頭上，或者把浸泡過硼酸和乙二醇的木條打入木頭內，這樣的優點就是硼酸做的藥劑可以進到木頭的深處。上述的兩種作法都可以達到防真菌、細菌、白蟻和溼氣等功能。

### 其他工業用途
硼酸亦可用於製造玻璃、釉料、琺瑯、皮革、紙、黏合劑和炸藥。在美國更廣泛用於洗潔劑，由於熔化的硼酸能溶解其他金屬氧化物，因此也可用作銅銲和焊接時的助熔劑。

#### 核電站用途
硼酸还可以在核電站內控制核分裂速率，並且影響核電站的發電量，一般來說，核分裂時釋放的中子量控制著核分裂的速率，而硼就是一種很能吸收中子的原子，吸收的量有20%，其中硼-10（硼的同位素之一）的最高，高達80%。因此可把硼-10做成的硼酸注入反應爐，或是加入控制棒裡面，以控制核分裂的速率。

## 延伸閱讀
- 硼酸 （页面存档备份，存于） 于化工引擎．
- ChemSub Online （页面存档备份，存于） 硼酸